# Zygophyxia transmeata
Zygophyxia transmeata är en fjärilsart som beskrevs av Louis Beethoven Prout 1931. Zygophyxia transmeata ingår i släktet Zygophyxia och familjen mätare. Inga underarter finns listade i Catalogue of Life.